# Allano
Allano Brendon de Souza Lima, conosciuto solamente come Allano (Rio de Janeiro, 24 aprile 1995), è un calciatore brasiliano, centrocampista del Persija.

## Caratteristiche tecniche
È un trequartista che può giocare anche come ala sinistra.

## Palmarès

### Club

#### Competizioni statali
- Campionato Paranaense: 1

Operário-PR: 2025